# Kryss (segling)

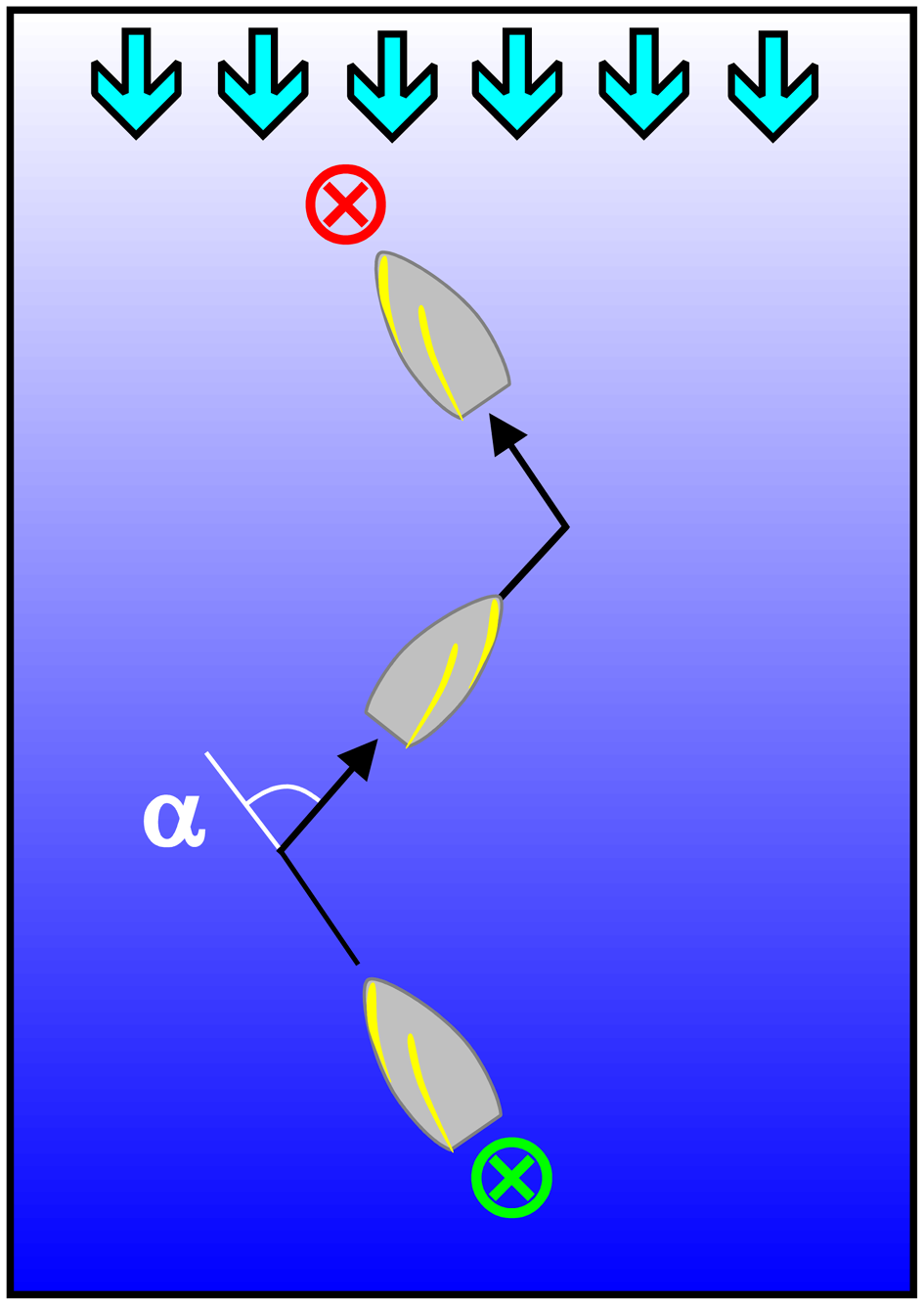
Kryssandets princip. Här är α dubbla vinkeln mot vinden.

En seglande farkost kryssar när den på sicksack-kurs tar sig fram mot vinden. Kryssen består av två moment, bidevindssegling och stagvändning.  För att minska avdriften under kryss har segelbåtar vanligen en djup köl eller ett centerbord som mothåll i vattnet. Segelsättningen är vanligen en annan på kryss än vid öppen vind. Och man måste falla av vind

## Bidevindsegling
Bidevindssegling innebär att lägga kursen så nära vinden som möjligt utan att tappa för mycket fart – en balansgång mellan att segla för högt, ”pina höjd”, eller att segla lågt. Då man lägger kursen nära vindögat får man kortare väg men lägre fart, i extremfall så att man mister styrfarten. I synnerhet med vissa segeltyper är en kurs nära vindögat farlig i hård vind, då vinden om den kommer åt seglets läsida kan ställa till med skada. Råriggade båtar kan kapsejsa i en sådan situation. När man seglar med vinden närmare sidan får man högre fart men längre väg.
Med vinden in om babord säger man sig segla för babords halsar eller på en babordsbog, med vinden in om styrbord blir det styrbords halsar eller en styrbordsbog.

## Stagvändning
Huvudartikel: Stagvändning
När man byter bog gör man det i allmänhet genom en stagvändning, så att man vänder genom vinden: man lovar upp (vänder mot vinden), passerar vindögat och faller av (vänder från vinden) till den andra bidevindsbogen. Moderna båtar kan normalt stagvända enbart med rodret, medan vissa äldre båttyper kan behöva manövreras runt även med hjälp av seglen.

## Kryssning på vikingatiden
I Eddan finns myten om Frejs märkvärdiga skepp ”Skidbladner” som kunde segla lika väl mot som med vinden.
Experiment med repliker av vikingatidens skepp har visat att åtminstone långskeppen mycket väl kunde kryssa, liksom de ännu på 1900-talet använda råriggade båtarna i samma tradition. I hög sjö är kryss ändå ansträngande både för fartyg och besättning och seglet var vanligen av ylle, som var svårt att få att hålla en form lämplig för kryss.